# رورا (بييمونتي)
رورا هي كومونا تقع في بييمونتي، إيطاليا.